# The Passaic Textile Strike
The Passaic Textile Strike ist ein US-amerikanischer Stummfilm in Form eines Dokudramas aus dem Jahr 1926 des Regisseurs Samuel Russak und des Produzenten Alfred Wagenknecht. Der Film wurde von Internationalen Arbeiterhilfe (IWA) und größtenteils von der Kommunistischen Partei der USA (CPUSA) finanziert, um die Öffentlichkeit auf den Streik der Textilarbeiter 1926 in Passaic, New Jersey aufmerksam zu machen und diese finanziell zu unterstützen. Er ist einer der wenigen frühen amerikanischen Arbeiterfilme, die weitgehend unbeschädigt erhalten geblieben sind.

## Handlung
Die Handlung besteht aus den beiden Teilen The Prologue (Der Prolog) und The Strike (Der Streik).
„Der Prolog“ (Laufzeit 18 Minuten) schildert exemplarisch das Leben des fiktiven polnischen Arbeiters Stefan Breznac, der 1907 aus Europa nach Passaic kommt. Stefan nimmt eine Stelle in einer Wollspinnerei an und erhält eine Gehaltserhöhung. Er holt seine Geliebte Kada nach, um sie an seinem neu gewonnenen Wohlstand teilhaben zu lassen. Das Paar gründet eine Familie, wird aber bald von dem Unglück getroffen, dass Stefans Arbeitgeber Lohnkürzungen durchsetzt, welche die Breznacs dazu zwingen, ihre 14-jährige Tochter Vera von der Schule zu nehmen, damit diese arbeiten gehen und die Familie unterstützen kann.
Der „Big Boss“ der Spinnerei, ein fiktiver deutschstämmiger Kapitalist namens Mr. Mulius, findet Gefallen an dem Teenager und macht Vera gegen eine Lohnerhöhung zu seiner Assistentin, um ihr Vertrauen zu gewinnen. Eines Nachmittags lässt er sie in seinem Wagen über einen absichtlichen Umweg nach Hause bringen. Unterwegs gibt der Fahrer von Mr. Mulius vor, dass ihm das Benzin ausgegangen sei, damit sein Arbeitgeber sich an dem hilflosen Mädchen vergreifen kann. Die völlig verstörte Vera wird schließlich zu Hause abgesetzt, während ihr übergriffiger Chef genüsslich eine Zigarette raucht.
Zwei Monate später erfährt Vera zufällig, dass Mr. Mulius verheiratet ist und wird daraufhin von ihm fristlos entlassen, so dass die Familie erneut in große finanzielle Schwierigkeiten gerät. Stefan Breznac, der bereits 66 Stunden pro Woche arbeitet, muss nun 72 Stunden pro Woche arbeiten, um über die Runden zu kommen. Ein Arbeitskollege warnt ihn, dass ihn die Mehrarbeit umbringen könnte, aber er macht trotzdem weiter. Die hohe Arbeitsbelastung ruiniert schließlich seine Gesundheit. Breznac ist gezwungen, eine schlechter bezahlte Arbeit als Transporteur anzunehmen, anstatt wie bisher als Weber zu arbeiten. Er drängt seine Kollegen, doch eine Gewerkschaft zu gründen, stirbt aber zwei Tage später, so dass seine Witwe Kada nun Alleinverdienerin ist und einen Job in der Nachtschicht der Spinnerei annehmen muss.
„Der Streik“ ist der Hauptteil des Films und besteht aus dokumentarischen Sequenzen von Gewerkschaftstreffen, Streikposten, Kundgebungen und Reden, die lange Zwischentitel erforderten, sowie aus mehreren Aufnahmen des gewaltsamen Vorgehens der Polizei gegen die Streikenden, die von auf Dächern versteckten Kameras gemacht wurden.
Der Schwerpunkt liegt in der Darstellung der Aktivitäten einer Reihe von Schlüsselfiguren der kommunistischen und nicht-kommunistischen Arbeiterbewegung sowie der Aktivitäten von Kindern, jungen Arbeitern und Frauen während des Streiks.

## Produktion
Aktivisten der Kommunistischen Partei der USA (CPUSA) waren wichtige Anführer des Streiks größtenteils eingewanderter Fabrikarbeitern in mehreren großen Woll- und Seidenfabriken in und um Passaic, New Jersey. Die Arbeitsniederlegung begann am 25. Januar 1926 und dauerte bis zum 1. März 1927. Am Streik beteiligten sich über 15.000 Arbeiter. Um die Sympathie der Öffentlichkeit zu gewinnen und Mittel zur Unterstützung der Streikenden zu beschaffen, drehte die Kommunistische Partei in Zusammenarbeit mit der Internationalen Arbeiterhilfe der Kommunistischen Internationale diesen Film, in dem die angeblichen Ungerechtigkeiten, mit denen die streikenden Arbeiter konfrontiert waren, dramatisiert und die propagandistischen Bemühungen der Kommunistischen Partei, die verarmten Fabrikarbeiter gegen ihre ausbeuterischen Arbeitgeber zu führen, in einem heroischen Licht dargestellt werden sollten.
Der Prolog wurde fast vollständig von den Streikenden selbst gespielt. Gustav Deak, der später die Streikführung übernahm, spielt im Prolog eine wichtige Rolle als der Freund, der Stefan Breznac zu Hilfe kommt, als dieser vor Überarbeitung zusammenbricht. Später sagt er zu einer Gruppe von Arbeitern: „Sie machen Sklaven aus uns. Lasst uns eine Gewerkschaft gründen.“
Während ein Teil des Streiks offensichtlich nachgestellt war, wurde der größte Teil des zweiten, dokumentarischen Teils während der Ereignisse selbst gefilmt. Die Außenaufnahmen wurden ein paar Meilen nördlich von Passaic, außerhalb der Seidenspinnereien von Paterson, New Jersey gedreht. Die Polizei von Passaic griff im Laufe der Aufnahmen des Öfteren Kameraleute und Reporter von Wochenschauen an und zerstörte deren Kameras im Wert von mehreren tausend Dollar. Die Reporter kehrten daraufhin in kugelsicheren Autos mit Schildern zurück, auf denen NEWS PHOTOGRAPHERS GETTING PICTURES AT THE PASSAIC FRONT stand.
Kameramann war der marxistische Filmemacher, Fotograf und Kritiker Sam Brody (1907–1987). The Passaic Textile Strike war seine erste bedeutende Arbeit als Kameramann.
The Passaic Textile Strike wurde als Open-Air-Veranstaltung im Oktober 1926 in Passaic, New Jersey uraufgeführt.
Nach seiner Veröffentlichung wurde der Film in den gesamten Vereinigten Staaten gezeigt, oft begleitet von der kommunistischen Aktivistin Ella Reeve „Mother“ Bloor, die selbst im Film aufgetreten war. Neben mehreren Vorführungen in New Jersey und New York wurde der Film unter anderem in Akron, Allentown, Baltimore, Bridgeport, Buffalo, Chicago, Cleveland, Detroit, Rochester, St. Louis und Scranton vorgeführt. Eine Ortsgruppe der United Mine Workers sponserte eine Vorführung in Neffts, Ohio (nahe West Virginia). Bis Januar 1927 wurde der Film in Berkeley, Oakland und Los Angeles gezeigt. In der Regel sponserten örtliche Gewerkschaften und ein örtliches Hilfskomitee gemeinsam eine Vorführung; Veranstaltungsorte waren die Säle großer Kinos und Versammlungshäuser. Örtliche Gewerkschaften kauften ganze Kartenkontingente, und die Gewerkschaften der Filmvorführer und Musiker arbeiteten oft ehrenamtlich mit. Der Film wurde oft mehrere Stunden lang ununterbrochen gezeigt, häufig mit Musik und manchmal auch mit Tanz. Die gesammelten Gelder wurden für Hilfsmaßnahmen für Streikende und ihre Familien verwendet. Durch diese Aufhebung der Trennung zwischen Publikum und Film wurde versuchte, die Zuschauer direkt mit einzubeziehen.
In der Ausgabe vom 26. November 1926 erklärte The Daily Worker The Passaic Textile Strike zum „inspirierendsten Arbeiterfilm, der jemals produziert wurde“.

## Rezeption
Robert Wolf veröffentlichte am 18. Oktober 1926 im Daily Worker, der Tageszeitung der CPUSA, folgende Rezension:
„Der Film selbst war eine erstklassige professionelle Produktion, sogar mit der üblichen Menge an Humbug. Vor dem Streikdrama gab es einen Prolog, der, was den Humbug betraf, nur ein bisschen größer und besser war als fast alles, was ich je zuvor auf der Leinwand gesehen habe. Ich nehme an, die Produzenten wollten, dass wir uns wie zu Hause fühlen. Es war genauso gut. Vor dem krassen Realismus des Massendramas brauchte es etwas, um uns in Filmstimmung zu versetzen.... Insgesamt ist der Passaic-Streikfilm ein vielversprechender Beitrag zur amerikanischen Geschichte, zur Propaganda der Arbeiterklasse, zu den Methoden der Streikhilfe und zur kreativen Entwicklung der neuesten und amerikanischsten Kunst.“
Der Historiker Philip S. Foner berichtet über den Film:
„Der Film zeigte dann, wie die Streikenden den Knüppeln und Schrotflinten der Polizei, den Feuerlöschschläuchen bei Windstille und den Tränengasbomben trotzten. Die großen Massenversammlungen, an denen zehntausende Arbeiter teilnahmen, wurden gezeigt, wobei die Streikführer und andere Redner zu den Streikenden sprachen. Auch Hilfsaktionen wurden gezeigt, ebenso wie die Essensausgabe an den Streikposten, der Victory Playground für die Kinder der Streikenden und die spezielle Organisation der streikenden Frauen und Sympathisanten. Die Zuschauer waren von dem Film tief bewegt, insbesondere von den Szenen, welche die grausame Polizeibrutalität gegen die Streikenden, einschließlich der Streikpostenmädchen und sogar der Kinder der Streikenden darstellten“

## Nachwirkung
Der Film wird von Filmhistorikern sowohl wegen seines dokumentarischen Inhalts als auch wegen der Tatsache, dass er einer der wenigen frühen amerikanischen Arbeiterfilme ist, die weitgehend unbeschädigt erhalten geblieben sind, als ein Meilenstein des Dokumentarfilms angesehen.
Zunächst wurde angenommen, dass nur fünf der sieben Rollen erhalten geblieben seien und die Rollen 5 und 7 fehlten. Die bis dahin einzige bekannte, unvollständige Kopie von The Passaic Textile Strike wurde von Thomas J. Brandon (Gründer von Brandon Films im Jahr 1940) im Rahmen seines Projekts zur Wiederherstellung verlorener Filme über die amerikanische Arbeiterbewegung wiederentdeckt. Er schenkte diese Kopie im Jahr 1974 über das American Film Institute der Library of Congress (AFI/Thomas Brandon Collection) und dem Museum of Modern Art. Im Jahr 2007 schenkte die CPUSA dann eine vollständige Kopie des Films der Tamiment Library an der New York University, die von der Library of Congress aufbewahrt wird.